# Australian Open 2013 - Quad singolare
Peter Norfolk era il detentore del titolo, ma ha deciso di non prendere parte alla competizione.
In finale David Wagner ha sconfitto Andrew Lapthorne col punteggio 2-6, 6-1, 6-4.

## Teste di serie
1. David Wagner (campione)

1. Andrew Lapthorne (finale)

## Tabellone

### Legenda
| - Q = Qualificato - WC = Wild card - LL = Lucky loser | - ALT = Alternate - SE = Special Exempt - PR = Protected Ranking | - w/o = Walkover - r = Ritirato - d = Squalificato |

### Finale
|  | Finale |                  |   |   |   |  |
|  |        |                  |   |   |   |  |
|  | 1      | David Wagner     | 2 | 6 | 6 |  |
|  | 2      | Andrew Lapthorne | 6 | 1 | 4 |  |

### Round Robin
|   |                  | Wagner        | Hard          | Taylor        | Lapthorne     | RR V–P | Set V–P | Game V–P | Classifica |
| 1 | David Wagner     |               | 6–2, 6–3      | 6-1, 6-0      | 7–5, 1–6, 6–4 | 3–0    | 6–1     | 38–21    | 1          |
|   | Anders Hard      | 2-6, 3-6      |               | 6–3, 4–6, 1–6 | 6-4, 3-6, 3-6 | 0-3    | 2–6     | 28–43    | 4          |
|   | Nick Taylor      | 1-6, 0-6      | 3–6, 6–4, 6–1 |               | 6(5)-7, 2-6   | 1–2    | 2–5     | 24–36    | 3          |
| 2 | Andrew Lapthorne | 5-7, 6-1, 4-6 | 4-6, 6-3, 6-3 | 7–6(5), 6–2   |               | 2–1    | 5–3     | 44–34    | 2          |

La classifica viene stilata in base ai seguenti criteri: 1) Numero di vittorie; 2) Numero di partite giocate; 3) Scontri diretti (in caso di due giocatori pari merito ); 4) Percentuale di set vinti o di games vinti (in caso di tre giocatori pari merito ); 5) Decisione della commissione.